# كيم سونغ-هيون
كيم سونغ-هيون (هانغل: 김성현) هو لاعب كرة قدم كوري جنوبي في مركز الدفاع، ولد في 25 يونيو 1993 في تشانغوون في كوريا الجنوبية. لعب مع نادي جيونجنام ‏.

## وصلات خارجية
- كيم سونغ-هيون على موقع دوري كوريا الجنوبية (الإنجليزية)
- كيم سونغ-هيون على موقع قاعدة بيانات كرة القدم.إي يو (الإنجليزية)
- كيم سونغ-هيون على موقع Soccerway.com (الإنجليزية)